# بتامکس
بتامکس (انگلیسی: Betamax) نوعی ضبط مغناطیسی و نوار ویدئو بود که با توجه به ابعاد کوچک‌تر نسبت به نوارهای وی‌اچ‌اس، در ایران به «نوار کوچک» هم معروف بود.
این تکنولوژی توسط سونی ساخته و در سال ۱۹۷۵ در ژاپن منتشر شد. در حدود ۱۰ سال، فرمت‌های بتامکس و وی‌اچ‌اس در دنیا رایج بودند و باهم مبارزه می‌کردند که سرانجام سونی شکست را پذیرفت. سرانجام در سال ۱۹۹۳ تولید بتامکس در آمریکا به پایان رسید و آخرین دستگاه با این فرمت، در ژاپن و در سال ۲۰۰۲ تولید شد؛ هرچند سونی تا سال ۲۰۱۶ به پشتیبانی از فرمت بتامکس ادامه داد.